# 24 Heures du Mans 1951
Navigation
Édition précédente Édition suivante
Les 24 Heures du Mans 1951 sont la 19e édition de l'épreuve et se déroulent les 23 et 24 juin 1951 sur le circuit de la Sarthe.

## Nombre de pilotes qualifiés pour la course
Pour la dix-neuvième édition de ces 24 Heures du Mans, ce sont 120 pilotes qui prennent part à la course dont deux femmes qui forment le seul équipage féminin de ce plateau.
| 59 Français | 37 Britanniques | 12 Américains | 5 Italiens | 3 Argentins |
| 2 Belges    | 1 Monégasque    | 1 Suisse      |            |             |

## Classement final de la course

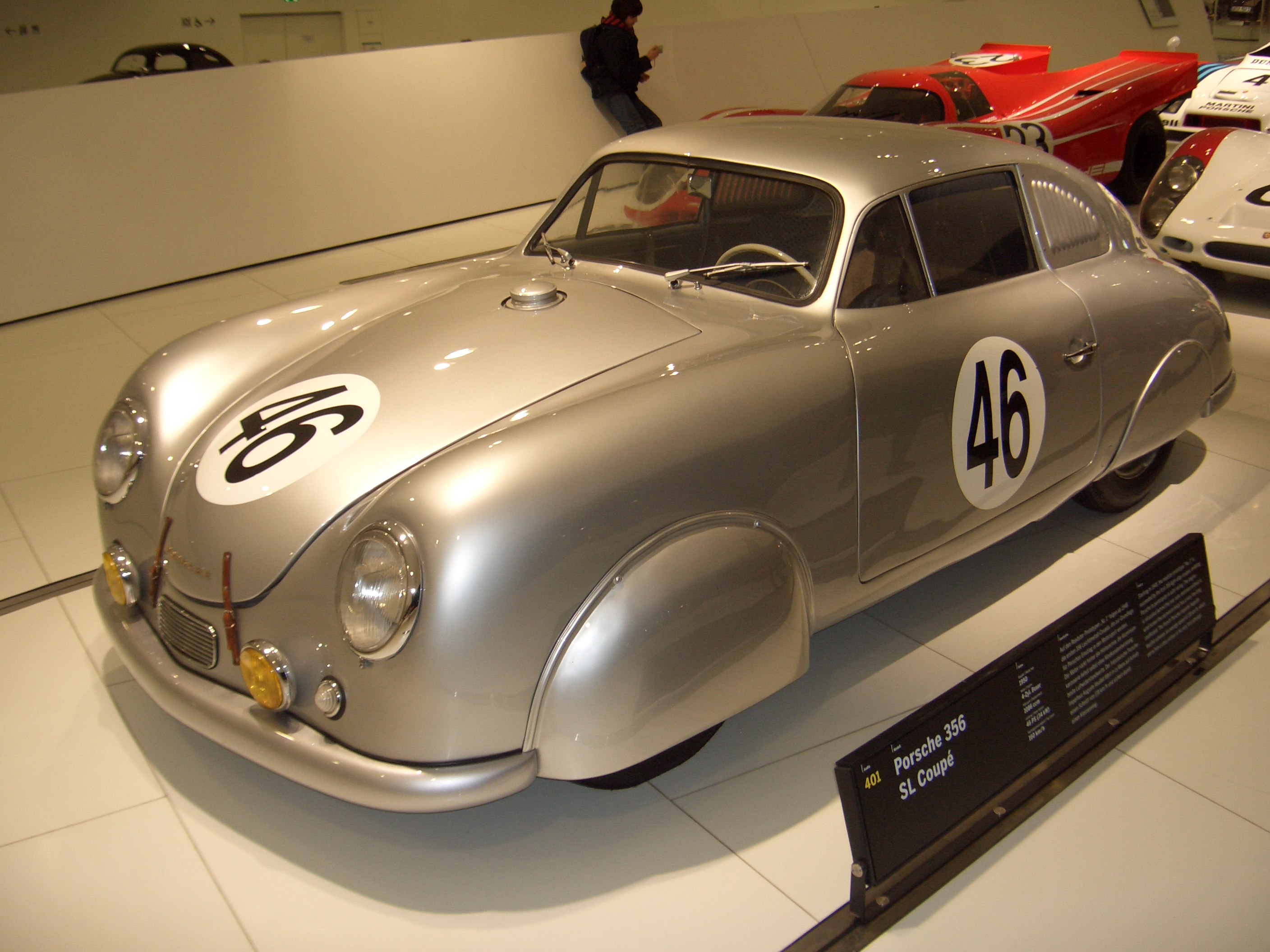
La Porsche 356/4 SL Coupé de Veuillet et Mouche, 20e au classement général et victorieuse dans la catégorie 1.1 l.

| Pos.  | Catégorie | no | Écurie                            | Pilotes                              | Châssis                            | Moteur                     | Pneus | Tours |
| ----- | --------- | -- | --------------------------------- | ------------------------------------ | ---------------------------------- | -------------------------- | ----- | ----- |
| 1     | S 5.0     | 20 | Peter Walker                      | Peter Walker Peter Whitehead         | Jaguar XK120-C                     | Jaguar 3.4L I6             | D     | 267   |
| 2     | S 5.0     | 9  | Pierre Meyrat                     | Pierre Meyrat Guy Mairesse           | Talbot-Lago T26 GS                 | Talbot-Lago 4.5L I6        | D     | 258   |
| 3     | S 3.0     | 26 | Aston Martin Ltd.                 | Lance Macklin Eric Thompson          | Aston Martin DB2                   | Aston Martin 2.6L I6       | D     | 257   |
| 4     | S 5.0     | 10 | Pierre Levegh                     | Pierre Levegh René Marchand          | Talbot-Lago Monoplace décalée      | Talbot-Lago 4.5L I6        | D     | 256   |
| 5     | S 3.0     | 25 | Aston Martin Ltd.                 | George Abecassis Brian Shawe-Taylor  | Aston Martin DB2                   | Aston Martin 2.6L I6       | D     | 255   |
| 6     | S 5.0     | 19 | Donald Healey Motor Company       | Tony Rolt Duncan Hamilton            | Nash-Healey Sport Coupé            | Nash 3.8L V8               | D     | 255   |
| 7     | S 3.0     | 24 | Aston Martin Ltd.                 | Reg Parnell David Hampshire          | Aston Martin DB2                   | Aston Martin 2.6L I6       | D     | 252   |
| 8     | S 5.0     | 15 | Luigi Chinetti                    | Luigi Chinetti Jean Lucas            | Ferrari 340 America Barchetta      | Ferrari 4.1L V12           | D     | 246   |
| 9     | S 3.0     | 29 | Norbert Jean Mahé                 | Norbert Jean Mahé Jacques Péron      | Ferrari 212 Export                 | Ferrari 2.6L V12           | D     | 244   |
| 10    | S 3.0     | 28 | N.H. Mann                         | Nigel Mann Mortimer Morris-Goodall   | Aston Martin DB2                   | Aston Martin 2.6L I6       | D     | 236   |
| 11    | S 3.0     | 21 | Robert Lawrie                     | Robert Lawrie Ivan Waller            | Jaguar XK120-C                     | Jaguar 3.4L I6             | D     | 236   |
| 12    | S 2.0     | 33 | Scuderia Ambrosiana               | Don Giovanni Lurani Giovanni Bracco  | Lancia Aurelia B20 GT              | Lancia 2.0L V6             | M     | 235   |
| 13    | S 3.0     | 27 | P.T.C. Clark                      | Peter Clark James Scott-Douglas      | Aston Martin DB2                   | Aston Martin 2.6L I6       | D     | 233   |
| 14    | S 2.0     | 35 | Automobiles Frazer Nash Ltd.      | Eric Winterbottom John Marshall      | Frazer Nash Le Mans Replica        | Bristol 2.0L I6            | D     | 232   |
| 15    | S 2.0     | 32 | Luigi Chinetti                    | Yvonne Simon Betty Haig              | Ferrari 166MM Berlinetta           | Ferrari 2.0L V12           | D     | 231   |
| 16    | S 3.0     | 31 | Charles Moran Jr.                 | Charles Moran Jr. Franco Cornacchia  | Ferrari 212 Export                 | Ferrari 2.6L V12           | D     | 227   |
| 17    | S 5.0     | 11 | André Chambas                     | André Morel André Chambas            | Talbot-Lago Grand Sport Barchetta  | Talbot-Lago 4.5L I6        | D     | 226   |
| 18    | S 8.0     | 4  | Briggs Cunningham                 | Phil Walters John Fitch              | Cunningham C2-R                    | Chrysler 5.5L V8           | F     | 223   |
| 19    | S 2.0     | 34 | M.P. Trevelyan                    | Richard Stoop Peter Wilson           | Frazer Nash Mille Miglia           | Bristol 2.0L I6            | D     | 217   |
| 20    | S 1.1     | 46 | Porsche KG                        | Auguste Veuillet Edmond Mouche (de)  | Porsche 356/4 SL Coupé             | Porsche 1.1L Flat-4        | D     | 210   |
| 21    | S 1.1     | 48 | Automobiles Deutsch et Bonnet     | René Bonnet Élie Bayol               | DB                                 | Panhard 0.9L Flat-2        | D     | 206   |
| 22    | S 1.5     | 66 | Marcel Becquart                   | Marcel Becquart Gordon Wilkins       | Jowett Jupiter (en) R1 (Prototype) | Jowett 1.5L Flat-4         | D     | 203   |
| 23    | S 750     | 50 | Team Renault                      | François Landon André Briat          | Renault 4CV                        | Renault 0.7L I4            | M     | 197   |
| 24    | S 750     | 60 | Ets. Monopole                     | Jean de Montrémy Jean Hémard         | Monopole X84                       | Panhard 0.6L FLat-2        | D     | 194   |
| 25    | S 750     | 61 | Raymond Gaillard                  | Raymond Gaillard Pierre Chancel      | Panhard Dyna X84                   | Panhard 0.6L Flat-2        | D     | 190   |
| 26    | S 750     | 54 | Jacques Lecat                     | Jacques Lecat Henri Senftleben       | Renault 4CV                        | Renault 0.7L I4            | D     | 184   |
| 27    | S 750     | 58 | Auguste Lachaize                  | Jean-Paul Colas Robert Schollmann    | Callista RAN D120                  | Panhard 0.6L Flat-2        | D     | 183   |
| 28    | S 750     | 53 | Just-Emile Vernet                 | Just-Emile Vernet Jean Pairard       | Renault 4CV                        | Renault 0.7L I4            | D     | 181   |
| 29    | S 750     | 56 | Automobiles Deutsch et Bonnet     | Michel Arnaud Louis Pons             | DB                                 | Panhard 0.6L Flat-2        | D     | 179   |
| N. c. | S 8.0     | 2  | S.H. Allard                       | Peter Reece Alfred Hitchings         | Allard J2                          | Cadillac 5.4L V8           | D     | 230   |
| N. c. | S 5.0     | 14 | H.S.F. Hay                        | H.S.F. Hay Tommy Clarke              | Bentley Corniche                   | Bentley 4.3L I6            | D     | 204   |
| Abd.  | S 750     | 51 | Team Renault                      | Jean-Louis Rosier Jean Estager       | Renault 4CV                        | Renault 0.7L I4            | D     | 194   |
| Dsq.  | S 750     | 57 | Louis Eggen                       | Louis Eggen André Beaulieux          | DB                                 | Panhard 0.7L Flat-2        | D     | 184   |
| Abd.  | S 750     | 52 | Team Renault                      | Jean Sandt Paul Moser                | Renault 4CV                        | Renault 0.7L I4            | D     | 177   |
| Abd.  | S 8.0     | 1  | S.H. Allard                       | Sydney Allard Tom Cole Jr.           | Allard J2                          | Cadillac 5.4L V8           | D     | 134   |
| Abd.  | S 1.1     | 45 | Roger Caron                       | Roger Caron André Guillard           | Simca 8 Sport                      | Simca 1.1L I4              | D     | 133   |
| Abd.  | S 5.0     | 17 | Bill Spear                        | William Spear Johnny Claes           | Ferrari 340 America Barchetta      | Ferrari 4.1L V12           | D     | 132   |
| Abd.  | S 1.5     | 37 | Équipe Gordini                    | Pierre Veyron Georges Monneret       | Simca-Gordini T15S                 | Gordini 1.5L I4            | D     | 130   |
| Abd.  | S 5.0     | 7  | Henri Louveau                     | José Froilán González Onofre Marimón | Talbot-Lago T26 GS                 | Talbot-Lago 4.5L I6        | D     | 128   |
| Abd.  | S 5.0     | 18 | E.R. Hall                         | Eddie Hall Giuseppe Navone           | Ferrari 340 America Barchetta      | Ferrari 4.1L V12           | E     | 125   |
| Abd.  | S 8.0     | 5  | Briggs Cunningham                 | George Rand Fred Wacker, Jr.         | Cunningham C2-R                    | Chrysler 5.5L V8           | F     | 98    |
| Abd.  | S 5.0     | 6  | Louis Rosier                      | Louis Rosier Juan Manuel Fangio      | Talbot-Lago T26 GS                 | Talbot-Lago 4.5L I6        | D     | 92    |
| Abd.  | S 5.0     | 22 | Stirling Moss                     | Stirling Moss Jack Fairman           | Jaguar XK120-C                     | Jaguar 3.4L I6             | D     | 92    |
| Abd.  | S 5.0     | 62 | Henry Leblanc                     | Henry Leblanc Robert Bertrand        | Delahaye 135CS                     | Delahaye 3.6L I6           | D     | 88    |
| Abd.  | S 1.5     | 43 | George Phillips                   | George Phillips Alan Rippon          | Morris Garage TD                   | MG 1.3L I4                 | D     | 80    |
| Abd.  | S 1.5     | 40 | Équipe Gordini                    | Jose Scaron Aldo Gordini             | Simca-Gordini T15S                 | Gordini 1.5L I4            | D     | 77    |
| Abd.  | S 8.0     | 3  | Briggs Cunningham                 | Briggs Cunningham George Huntoon     | Cunningham C2-R                    | Chrysler 5.5L V8           | F     | 76    |
| Abd.  | S 2.0     | 64 | René Bouchard                     | René Bouchard Lucien Farnaud         | Ferrari 166MM Barchetta            | Ferrari 2.0L V12           | D     | 75    |
| Abd.  | S 5.0     | 23 | Clemente Biondetti Leslie Johnson | Clemente Biondetti Leslie Johnson    | Jaguar XK120C Biondetti Special    | Jaguar 3.4L I6             | D     | 50    |
| Abd.  | S 1.5     | 39 | Équipe Gordini                    | Maurice Trintignant Jean Behra       | Simca-Gordini T15S                 | Gordini 1.5L I4            | D     | 49    |
| Abd.  | S 1.5     | 41 | Jowett Cars (en) Ltd.             | Tommy Wisdom Tommy Wise              | Jowett Jupiter (en) R1             | Jowett 1.5L Flat-4         | D     | 48    |
| Abd.  | S 750     | 59 | Crosley                           | George Schrafft Phil Stiles          | Crosley Hotshot Sport              | Crosley 0.7L I4            | F     | 40    |
| Abd.  | S 750     | 49 | Jacques Poch                      | Jacques Poch Maurice Vasselle        | Aero Minor                         | Aero 0.7L I2 (2-Stroke)    | E     | 40    |
| Abd.  | S 750     | 55 | Satecmo                           | Georges Claude Pierre Clause         | Renault 4CV                        | Renault 0.7L I4            | E     | 38    |
| Abd.  | S 5.0     | 8  | Eugène Chaboud                    | Eugène Chaboud Lucien Vincent        | Talbot-Lago T26 GS                 | Talbot-Lago 4.5L I6        | D     | 33    |
| Abd.  | S 5.0     | 16 | Luigi Chinetti                    | Pierre Louis-Dreyfus Louis Chiron    | Ferrari 340 America Barchetta      | Ferrari 4.1L V12           | D     | 29    |
| Abd.  | S 1.5     | 38 | Équipe Gordini                    | Robert Manzon André Simon            | Simca-Gordini T15S                 | Gordini 1.5L I4            | D     | 26    |
| Abd.  | S 5.0     | 12 | Ets. Delettrez                    | Jean Delettrez Jacques Delettrez     | Delettrez Diesel                   | Delettrez 4.5L I6 (Diesel) | D     | 24    |
| Abd.  | S 1.5     | 42 | Jowett Cars (en) Ltd.             | Bert Hadley Charles Goodacre         | Jowett Jupiter (en) R1             | Jowett 1.5L Flat-4         | D     | 19    |
| Abd.  | S 3.0     | 30 | Johnny Claes                      | Jean Larivière André Guelfi          | Ferrari 212 Export C               | Ferrari 2.6L V12           | D     | 5     |

Détails :
- La D.B. no 57 a été disqualifiée pour aide extérieure sur circuit.
- L'Allard J2 no 2 n'est pas classée pour avoir effectué son dernier tour en plus de trente minutes[1].
- La Bentley no 14 n'est pas classée, n'ayant pas parcouru la distance minimale imposée de 2771,888 km (en fonction de sa cylindrée de 4253 cm3), seulement 2765,520 km ayant été officiellement accomplis après 24 heures[2].

Note :
- Pour la colonne Pneus[3], il faut passer le curseur au-dessus du modèle pour connaître le manufacturier de pneumatiques.

## Record du tour
- Meilleur tour en course :  Stirling Moss (no 22 Jaguar XK 120C) en 4 min 46 s 8 (169,356 km/h) au trente et unième tour[2].

## Prix et trophée
- Prix de la Performance :  Ets. Monopole (no 60, Monopole X84 Sport)
- 17e Coupe Biennale :  Ets. Monopole (no 60, Monopole X84 Sport)

## Heures en tête
| n° | Voiture        | Écurie        | Pilotes                      | Heures   | Total     |
| -- | -------------- | ------------- | ---------------------------- | -------- | --------- |
| 22 | Jaguar XK120-C | Stirling Moss | Stirling Moss Jack Fairman   | 1re à 8e | 8 heures  |
| 20 | Jaguar XK120-C | Peter Walker  | Peter Walker Peter Whitehead | 9e à 24e | 16 heures |

## À noter
- Longueur du circuit : 13,492 km
- Distance parcourue : 3 611,193 km
- Vitesse moyenne : 150,466 km/h
- Écart avec le 2e : 125,160 km